# Pequeno Satã

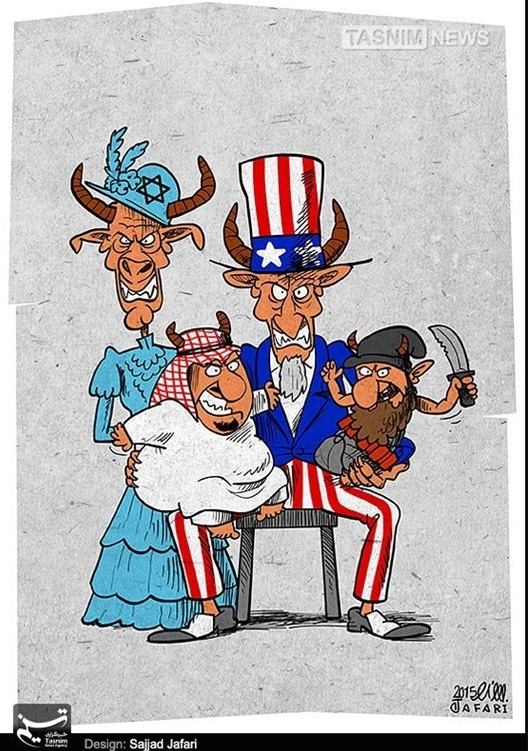
Caricatura do Pequeno Satã

Pequeno Satã (em persa: شیطان کوچک; romaniz.: Shaytân-e Kuchak) é um epíteto depreciativo antissionista usado especialmente por líderes iranianos para se referir a Israel.
O termo foi utilizado em seu sentido moderno pela primeira vez pelo líder iraniano Ruhollah Khomeini, que também cunhou o termo Grande Satã para se referir aos Estados Unidos.